# Jüdischer Friedhof (Ronnenberg)

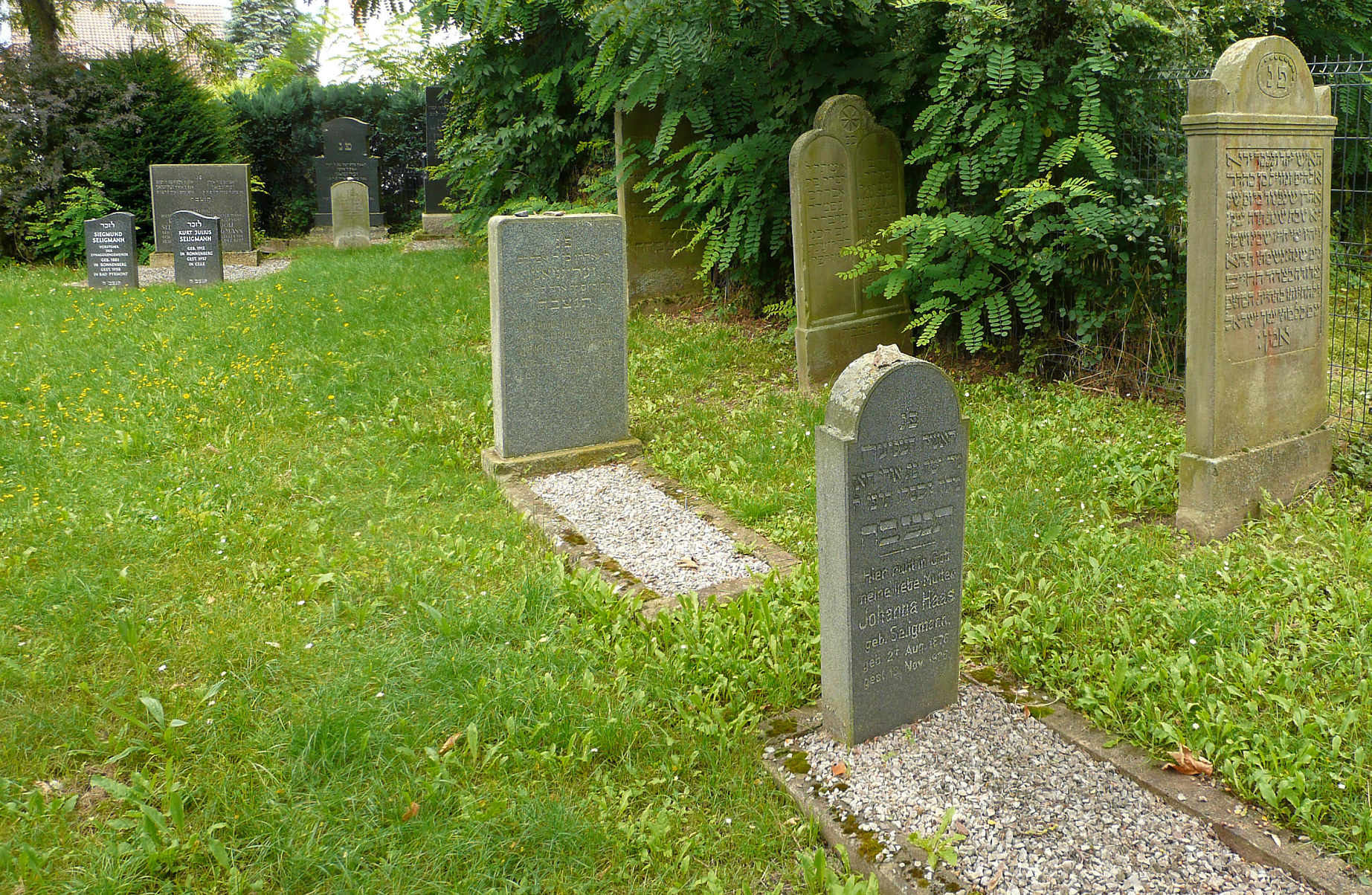
Jüdischer Friedhof in Ronnenberg

Der Jüdische Friedhof Ronnenberg ist ein jüdischer Friedhof in der niedersächsischen Stadt Ronnenberg in der Region Hannover. Er ist ein geschütztes Kulturdenkmal.
Auf dem 146 m² großen Friedhof an der Straße Am Weingarten/Ecke Velsterstraße befinden sich neun Grabsteine auf 13 Gräbern. Außerdem hat er drei symbolische Gräber mit drei Grabsteinen, die auf Veranlassung von zwei jüdischen Bürgern der ehemaligen Gemeinde Ronnenberg mit Genehmigung des Landesverbandes der Jüdischen Gemeinden von Niedersachsen errichtet worden sind.

## Geschichte
Seit 1758 sind Juden in Ronnenberg schriftlich nachgewiesen. Sie gehörten zur Synagogengemeinde Gehrden und haben vermutlich auf dem jüdischen Friedhof in Gehrden ihre Toten beerdigt. Um 1840 erwarb der jüdische Kaufmann Feissel Seligmann aus Ronnenberg von der evangelisch-lutherischen Kirchengemeinde in Ronnenberg einen Zipfel des Pfarrgartens für einen jüdischen Friedhof. Als erster Verstorbener wurde am 9. Januar 1846 (11. Tewet 5606) sein Vater Samuel Seligmann beigesetzt. Die letzte Beerdigung erfolgte für Regina Seligmann, gestorben am 28. Mai 1933. In der Zeit des Nationalsozialismus wurde zwischen 1937 und 1939 die gesamte jüdische Gemeinschaft Ronnenbergs vertrieben. 1952 ging der Friedhof in den Besitz der Jewish Trust Corporation (JTC) über, 1960 wurde er dem Landesverband der Jüdischen Gemeinden von Niedersachsen übergeben. Im Jahr 1966 wurde er geschändet. 1958 wurde das Gelände von der evangelischen Jugend gepflegt, 1977 übernahm Erwin Franz aus Gehrden die Pflege. 1999 hat die Stadt Ronnenberg mit dem jüdischen Landesverband vereinbart, den Friedhof zu pflegen.
2001 errichtete der 1938 aus Ronnenberg vertriebene US-Amerikaner Fritz G. Cohen aus Chicago ein symbolisches Grab mit einem Grabstein für seine Großmutter, Lina Cohen aus Ronnenberg, die 1943 im KZ Theresienstadt ums Leben gekommen ist. 2019 entstanden auf Veranlassung des 1937 vertriebenen Ronnenberger Juden Heinz Seligmann (Rio de Janeiro) zwei weitere symbolische Gräber mit Grabsteinen für seinen Vater Siegmund Seligmann und seinen Bruder Kurt Julius Seligmann.
Die Stadt Ronnenberg hat 2013 gegenüber dem jüdischen Friedhof ein Holocaust-Mahnmal für die ermordeten und vertriebenen Jüdinnen und Juden aus Ronnenberg erstellen lassen. Für 25 Jüdinnen und Juden, darunter Lina und Fritz Cohen sowie Heinz und Siegmund Seligmann, wurden Stolpersteine (Siehe: Liste der Stolpersteine in Ronnenberg) verlegt.